# Aiguilleur

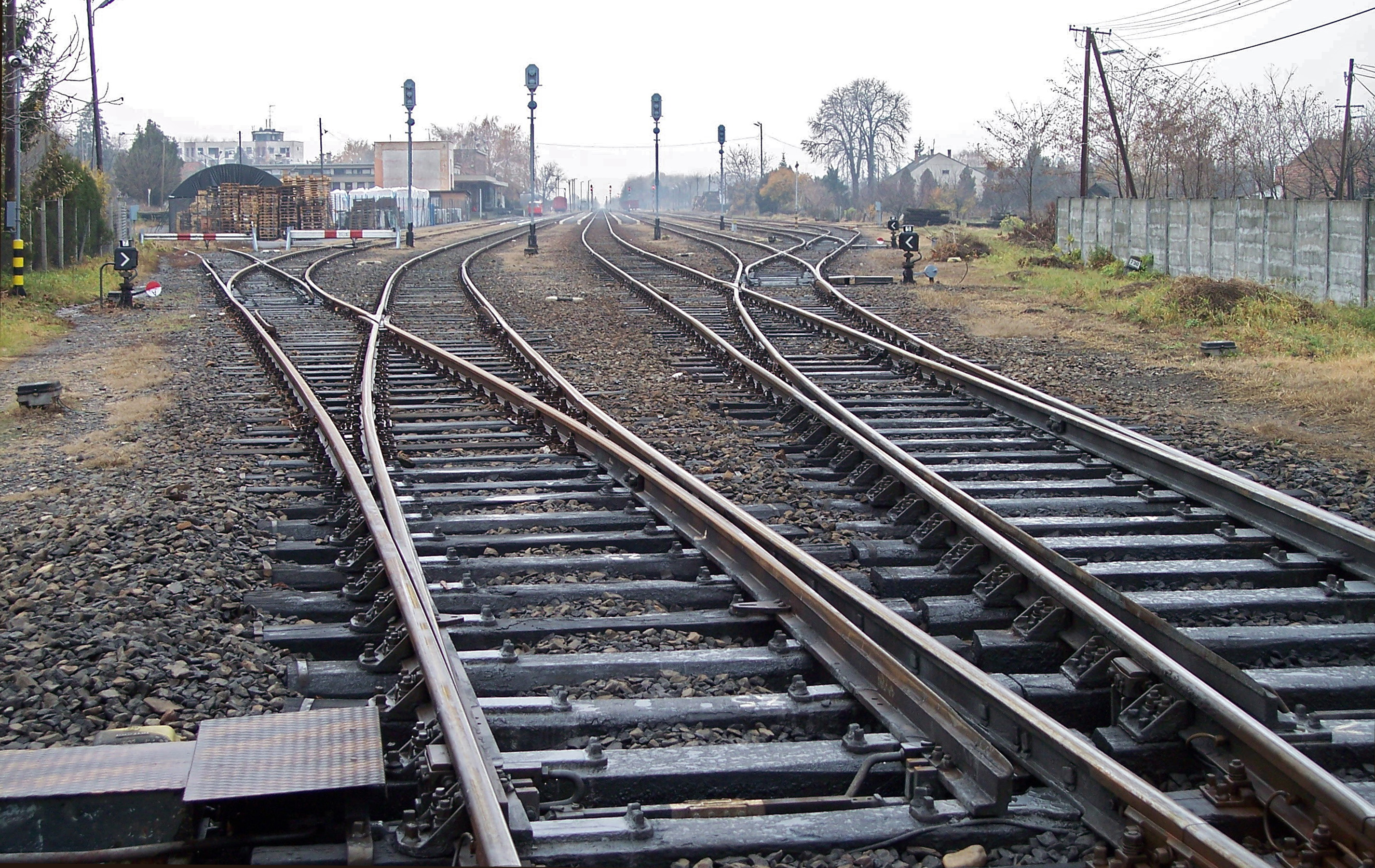
Un aiguillage est un type d'appareil de voie actionné par l'aiguilleur.

Dans les chemins de fer, l'aiguilleur est l'agent chargé de la manœuvre de signaux ou d'appareils de voie.
Le rôle de l'aiguilleur est de manœuvrer les signaux et appareils de voie qui sont sous sa responsabilité, afin d'assurer la fluidité du trafic ferroviaire. L'aiguilleur est aussi responsable de la sécurité des agents travaillant sur les voies, en fermant la partie de voie concernée par les opérations de maintenance. Il est sous la responsabilité d'un agent de circulation ferroviaire. Habilité à la manœuvre des installations, celles-ci peuvent aller du levier à transmission rigide (mécanique et ancien) jusqu'à la clé informatique sur les postes les plus récents (de type PAI ou PRCI).
En raison de sa fonction de responsable de la manœuvre des signaux permettant d'arrêter un train, l'aiguilleur est le premier garant de la sécurité des circulation. Pour ce faire, il a autorité sur les autres agents (manœuvre, conducteurs…) pour ce qui concerne le domaine de la sécurité ferroviaire.
Un autre rôle appelé aussi aiguilleur était l'aiguilleur de dépôts. Celui-ci consistait à signaler au chef de feuille, responsable des machines dans les dépôts, les machines rentrant aux dépôts et à signaler au service exploitation les machines prêtes à prendre le service.

## Missions
Selon le poste que tient l'aiguilleur, il peut être responsable des actions suivantes :
- Manipuler des signaux et aiguillages dans le but d'établir un itinéraire permettant le passage d'un train en sécurité, et normalement à l'heure prévue.
  - Il est parfois, selon les postes, chargé d'arbitrer les conflits de circulation lors de retards ou incidents, selon l'importance de la ligne (dans le cas contraire, ce sera un agent de circulation ferroviaire ou un régulateur qui le fera)
- Interdire l'accès à certaines voies, parties de voies, soit pour protéger le personnel (travaux, entretien…), soit pour empêcher les trains de se diriger vers un danger (animaux, personnes…).
- Gérer l'attribution et la gestion des voies de services (dépôts, triages, réception, quai…) d'une gare.
- Gérer l'alimentation électrique de certaines caténaires (en règle générale, celles des voies de services servant aux dépôts, triages, réceptions)
- Gérer depuis le poste d'aiguillage les incidents qui concernent la circulation : animaux sur les voies, suicides… dans l'objectif de rétablir le trafic en toute sécurité.

## Avenir
Le métier d'aiguilleur est amené à disparaître en France d'ici 2035-2040[réf. souhaitée] lorsque l'ensemble du réseau ferré sera géré depuis des centre de commandement régionaux, au lieu des actuels postes d'aiguillage.
Les agents seront alors des agents de circulation, sur des postes informatisés et télécommandant les aiguillages de toute une région.
En plus des missions de l'aiguilleur, ces agents auront une mission de gestion du trafic, souvent assisté par des chefs de circulation ou des régulateurs.